# Macrolobium ischnocalyx
Macrolobium ischnocalyx är en ärtväxtart som beskrevs av Hermann August Theodor Harms. Macrolobium ischnocalyx ingår i släktet Macrolobium och familjen ärtväxter. Inga underarter finns listade i Catalogue of Life.